# Diecezja Katiola
Diecezja  Katiola – diecezja rzymskokatolicka w Wybrzeżu Kości Słoniowej. Powstała w 1952 jako wikariat apostolski. Diecezja od 1955.

## Biskupi diecezjalni
- Biskupi ordynariusze
  - Bp Honoré Beugré Dakpa (od 2023)
  - Bp Ignace Bessi Dogbo (2004–2021)
  - Bp Marie-Daniel Dadiet (2002–2004)
  - Bp Jean-Marie Kélétigui (1977– 2002)
  - Bp Emile Durrheimer, S.M.A (1955 – 1977)
- Wikariusze apostolscy
  - Bp Emile Durrheimer, S.M.A. (1952 – 1955)